# Левинзон, Иосиф Израилевич
Иосиф Израилевич Левинзон (1 июня 1934, Харьков — 31 мая 2021, Санкт-Петербург) — советский и российский виолончелист, музыкальный педагог. Заслуженный артист Российской Федерации (1996).

## Биография
Родился 1 июня 1934 года в Харькове. В 1957 году окончил Ленинградскую консерваторию. Младший брат — Евгений Израилевич Левинзон (род. 1937), контрабасист-солист, профессор Джульярдской школы музыки, бывший концертмейстер группы контрабасов Нью-Йоркского филармонического оркестра.
С 1956 по 1978 год играл в симфоническом оркестре Ленинградской филармонии, с 1978 г. — в Академическом симфоническом оркестре Ленинградской филармонии. Одновременно с 1967 года — участник Квартета имени Танеева.
С 1980 года преподавал в Санкт-Петербургской консерватории имени Н. А. Римского-Корсакова. С 1999 года — профессор кафедры виолончели, арфы, контрабаса и квартета.
Заслуженный артист Российской Федерации (1996).
Скончался 31 мая 2021 года.